# Albert Ritzberger
Albert Ritzberger (* 20. Mai 1853 in Pfaffstätt; † 8. November 1915 in Linz) war ein österreichischer Zeichner und Maler.

## Leben und Wirken

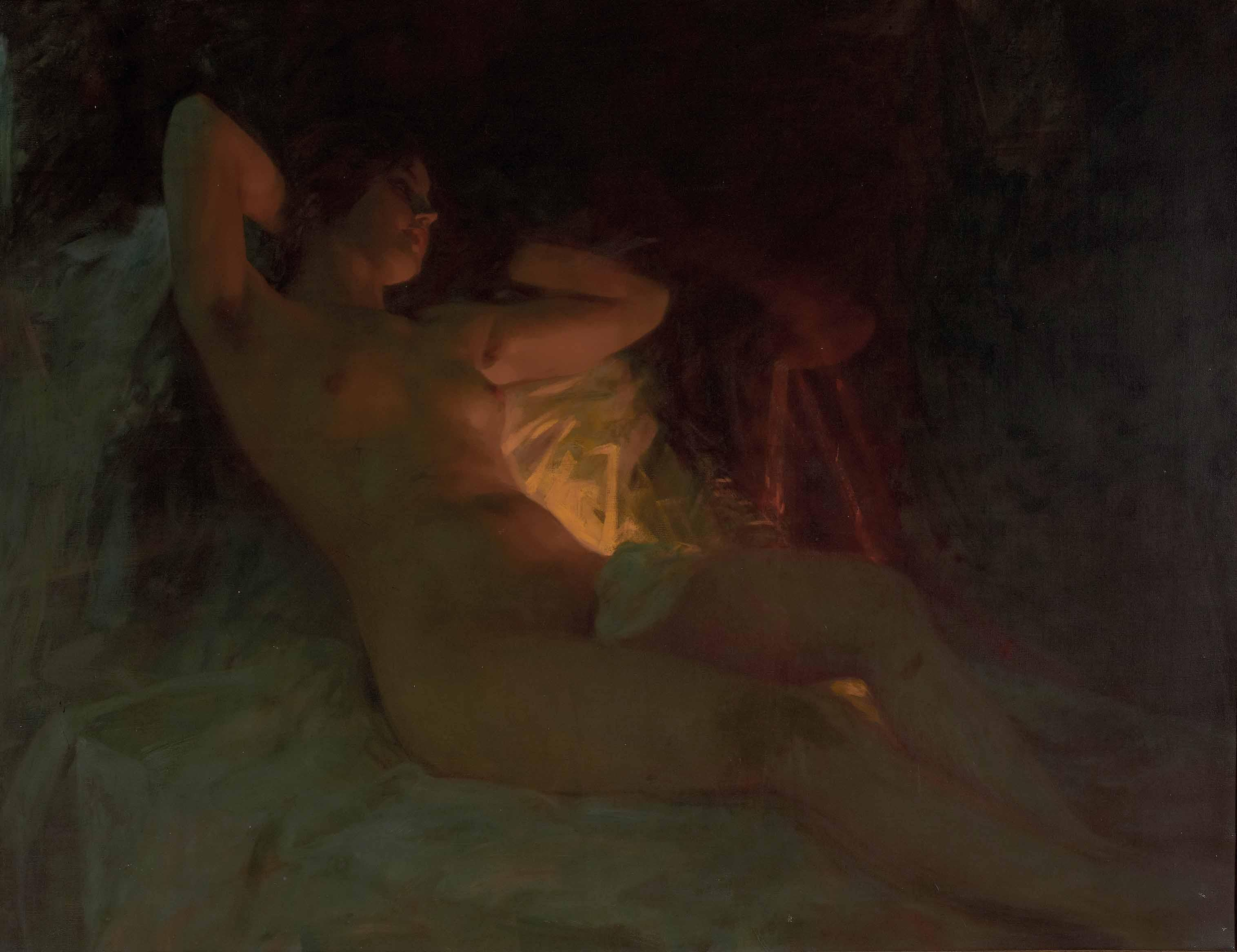
Akt

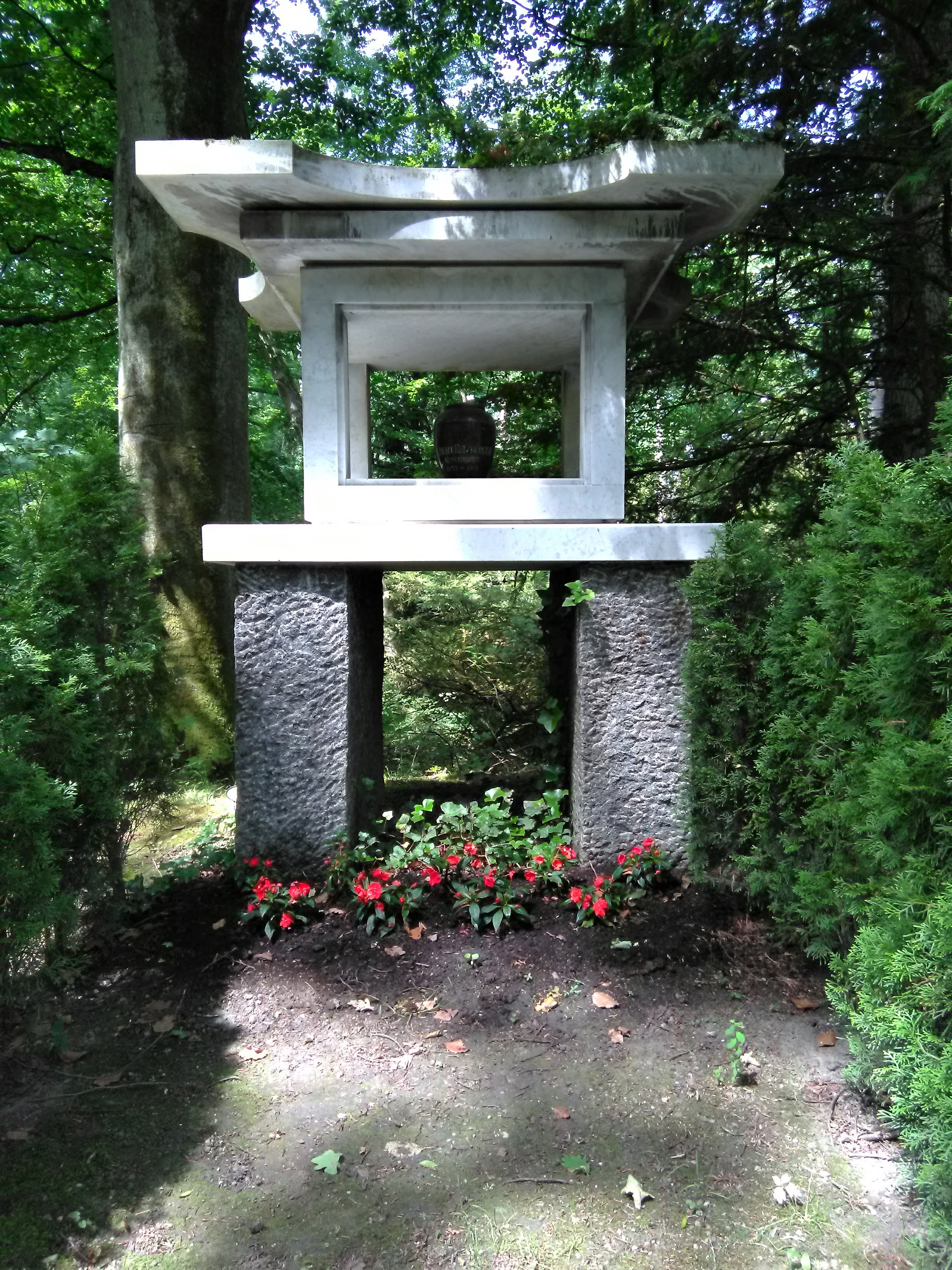
Urnenhain Urfahr, Grabstätte von Albert Ritzberger

Ritzberger entstammt einer Lehrerfamilie, war zunächst bis 1879 auch selber Lehrer in Lohnsburg am Kobernaußerwald und Henhart. Seine ersten Zeichnungen stellte er in einer Linzer Kunsthandlung aus. Wegen seiner Kreide-Porträts wurde ihm 1876/77 ein Studium an der Wiener Kunstgewerbeschule bei Ferdinand Laufberger und danach die Ausbildung an der Akademie der bildenden Künste Wien (1879 bis 1884) bei Heinrich von Angeli ermöglicht.
Ermutigt durch einige Auszeichnungen gründete er 1884 in Gumpendorf ein eigenes Atelier und heiratete ein Jahr später Luise, die Tochter des Hofarchitekten Hans Smattosch. Von 1887 bis 1890 betrieb er sein Atelier in München und 1893 übersiedelte er damit nach Salzburg. 1893 unternahm er Reisen nach Italien und Holland, danach waren Wien und Salzburg seine Aufenthaltsorte. Von 1890 bis zu seinem Tod wohnte und arbeitete zum Teil in Linz und zum Teil in Aschach an der Donau in Ateliers in familieneigenen Liegenschaften. 
Ab 1887 war er Mitglied des Wiener Künstlerhauses. Ritzberger starb am 8. November 1915 in Linz, sein Grab befindet sich heute im Urnenhain Urfahr in Linz. In Linz und in Aschach ist jeweils eine Straße nach ihm benannt.

## Werke

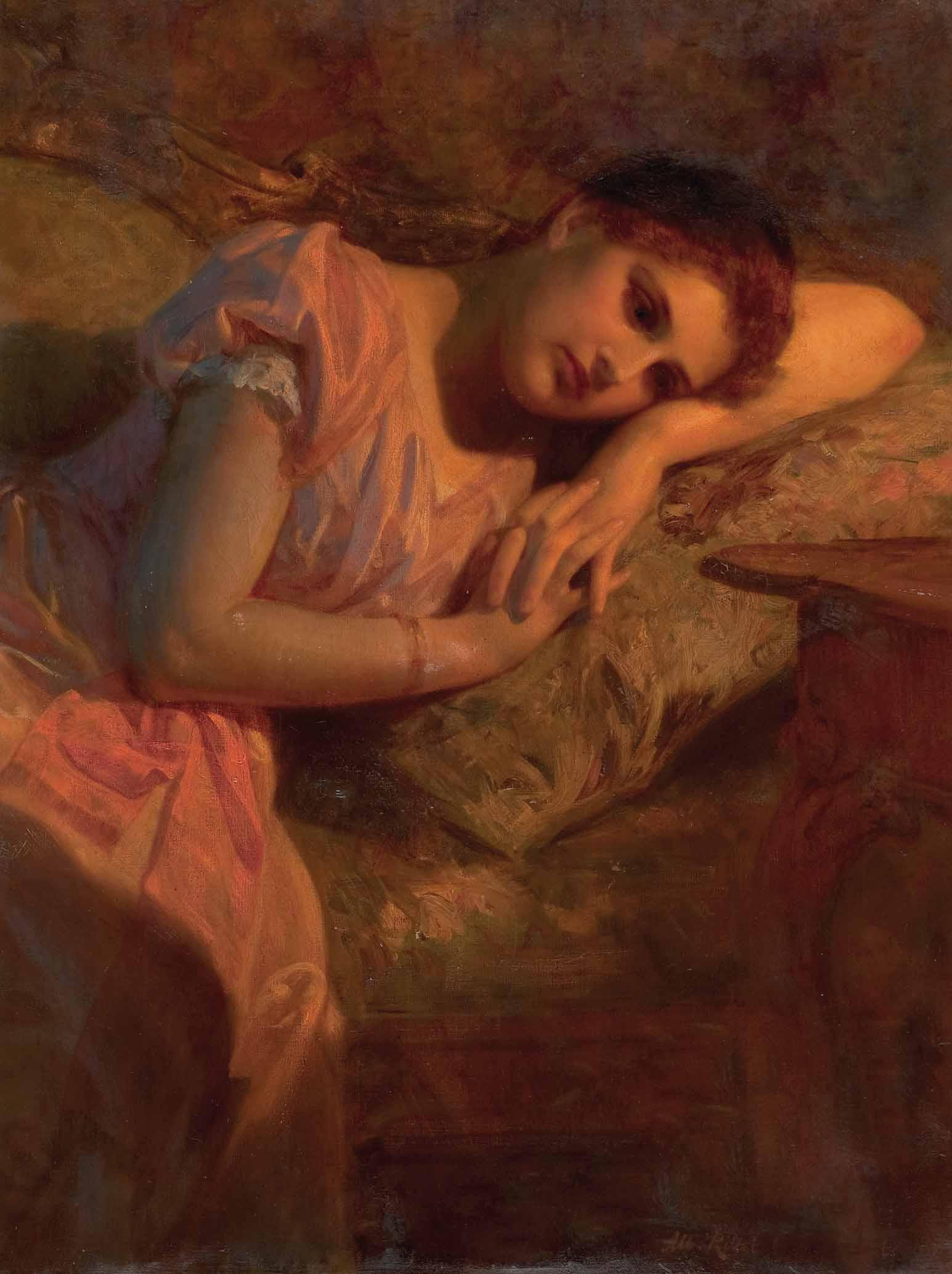
Junge Frau am Sofa liegend 1898

Ritzberger gilt als Genre- und Bildnismaler. Seine Werke sind große spätimpressionistische figurale Kompositionen, die u. a. bei Ausstellungen im Münchner Glaspalast vertreten waren. Ab 1903 stellte er seine Werke im Linzer Kunstverein aus, wo er in dessen Jubiläumsausstellungen 1921 und 1931 gewürdigt wurde.
- Bauernjause (1888)
- Jungfrau und Kind (1889)
- Szene auf dem Balkon (Öl auf Leinwand und Karton, 1891)
- In Träumen versunken (Öl auf Leinwand, 1891)
- Am Brunnen (Öl auf Leinwand, 1895)
- Ruhende Schnitter (Öl auf Leinwand, 1897)
- Junge Frau am Sofa liegend (Öl auf Leinwand, 1898)
- Halbakt eines schlafenden Mädchens (Öl auf Leinwand, 1904)
- Junges Mädchen am Bach (Öl auf Leinwand, 1906)